# Карлівська сільська рада
| Карлівська сільська рада — колишній орган місцевого самоврядування у Кропивницькому районі Кіровоградської області з адміністративним центром у с. Карлівка. Сільській раді були підпорядковані населені пункти: - с. Карлівка - с. Ганнинське - с. Дар'ївка |

## Склад ради
Рада складалася з 14 депутатів та голови.

### Керівний склад ради
| ПІБ                                | Основні відомості                                                         | Дата обрання | Дата звільнення |
| ---------------------------------- | ------------------------------------------------------------------------- | ------------ | --------------- |
| Нетребенко Олександр Олександрович | Сільський голова, 1944 року народження, освіта                            | 26.03.2006   | 31.10.2010      |
| Шевченко Любов Миколаївна          | Сільський голова, 1961 року народження, освіта вища, член Партії регіонів | 31.10.2010   |                 |

Примітка: таблиця складена за даними джерела

## Населення
Згідно з переписом УРСР 1989 року чисельність наявного населення сільської ради становила 1668 осіб, з яких 755 чоловіків та 913 жінок.
За переписом населення України 2001 року в сільській раді мешкало 1107 осіб.

### Мова
Розподіл населення за рідною мовою за даними перепису 2001 року:
| Мова       | Відсоток |
| ---------- | -------- |
| українська | 95,60 %  |
| російська  | 2,93 %   |
| молдовська | 0,92 %   |
| білоруська | 0,46 %   |
| вірменська | 0,09 %   |